# Curvularia spicata
Curvularia spicata är en svampart som först beskrevs av Georges Bainier, och fick sitt nu gällande namn av Karel Bernard Boedijn 1933. Curvularia spicata ingår i släktet Curvularia och familjen Pleosporaceae.   Inga underarter finns listade i Catalogue of Life.